# 1999 en Inde
Chronologie de l'Inde
- 1995
- 1996
- 1997
- 1998
- 1999
- 2000
- 2001
- 2002
- 2003

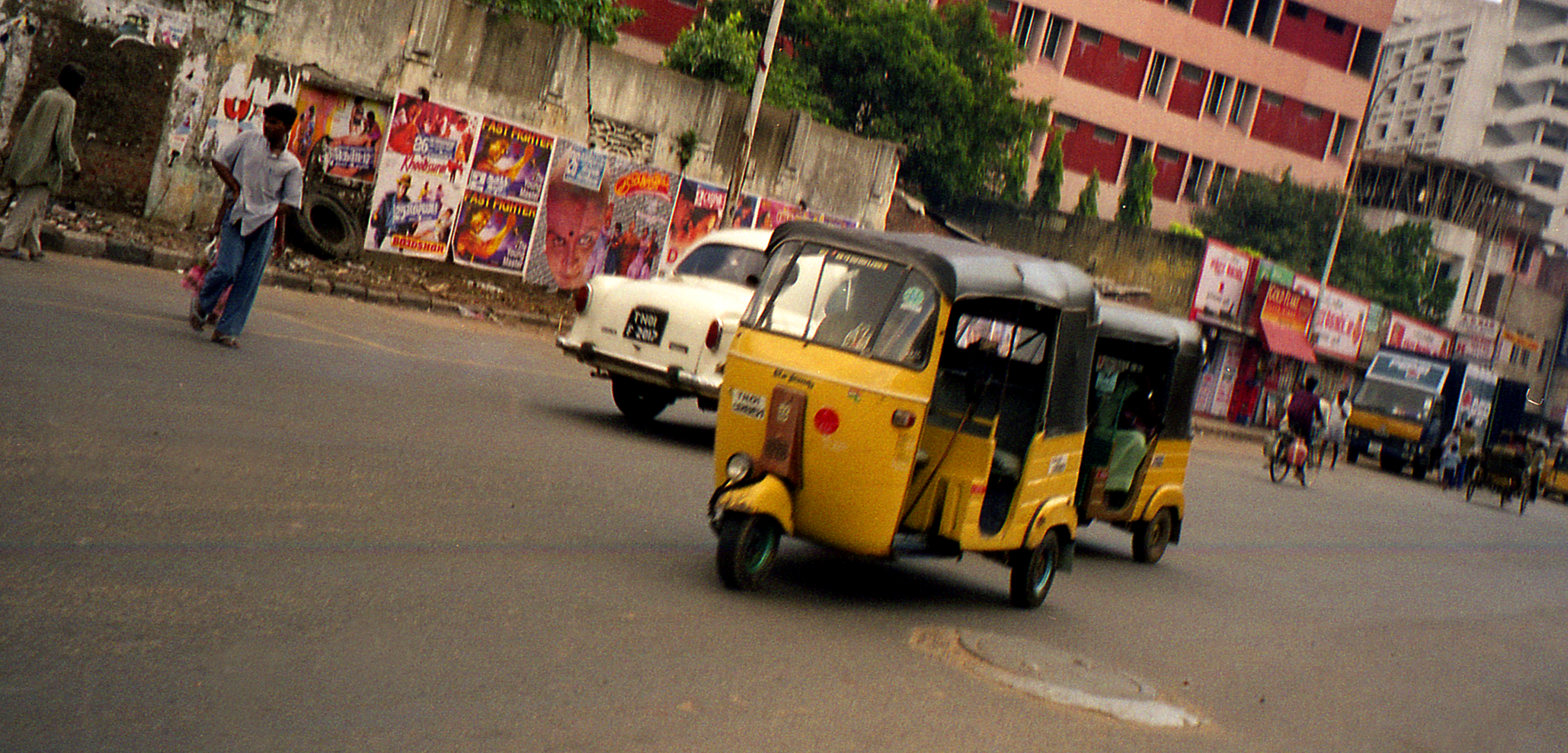

Cette page concerne les évènements survenus en 1999 en Inde :

## Évènement
- Deen Dayal Upadhyaya Antyodaya Yojana (en) : Programme du gouvernement indien visant à aider les pauvres en leur offrant une formation professionnelle.
- Loi sur le contrôle de la criminalité organisée du Maharashtra (en).
- 21 février : Signature de la déclaration de Lahore (en), accord bilatéral et traité de gouvernance entre l'Inde et le Pakistan.
- 28 mars : Séisme de Chamoli (en)
- 2 avril : Lancement du satellite INSAT-2E (en).
- 3 mai-26 juillet : Conflit de Kargil
  - Bataille of Tololing (en)
  - Opération Safed Sagar (en)
- 23 juillet : Massacre des ouvriers de Manjolai (en).
- 2 août : Accident ferroviaire de Gaisal (en) (bilan : au moins 290 morts).
- 10 août : : Interception du vol de la marine pakistanaise (en)  : l'IAF intercepte et abat un avion de reconnaissance navale pakistanais.
- 11 août : Éclipse solaire
- 5 septembre-3 octobre : Élections législatives
- 23 septembre : Lancement du satellite Oceansat-1
- 25 octobre-3 novembre : Cyclone d'Orissa
- 24 décembre-31 décembre : Détournement du vol 814 d'Indian Airlines.

## Cinéma
- 44e cérémonie des Filmfare Awards
- 46e cérémonie des National Film Awards (en)

Sortie de film
- Baadshah
- Bhopal Express
- Biwi No. 1
- Dil Kya Kare
- Dillagi
- Haseena Maan Jaayegi
- Hindustan Ki Kasam
- Hote Hote Pyaar Ho Gaya
- Hum Aapke Dil Mein Rehte Hain
- Hum Dil De Chuke Sanam
- Hum Saath Saath Hain
- Hum Tum Pe Marte Hain
- International Khilaadi
- Jaanam Samjha Karo
- Jaanwar
- Kachche Dhaage
- Kartoos
- Kaun
- Mann
- Mudalvan
- Sarfarosh
- Silsila Hai Pyar Ka
- Taal
- La Terroriste
- Le Trône de la mort
- Vanaprastham, la dernière danse

## Littérature
- Aalahayude Penmakkal (en), roman de Sarah Joseph.
- Akhepatar (en), roman de Bindu Bhatt (en).
- The Company of Women (en), roman de Khushwant Singh.
- Kesavan's Lamentations (en), roman de M. Mukundan (en).
- Om Namo (en), roman de Shantinath Desai (en).
- The Romantics (en), roman de Pankaj Mishra.

## Sport
- Championnat d'Inde de football 1998-1999
- Championnat d'Inde de football 1999-2000
- 22 avril-1er mai : Coupe d'Asie du Sud de football

## Naissance
- Rubina Ali, actrice.
- Khushi Dubey (hi), actrice.
- Ivana Maria Furtado (en), joueuse d'échecs.
- Shubman Gill (en), joueur de cricket.
- Ali Haji (en), acteur.
- Murali Karthikeyan, joueur d'échecs.
- Prithvi Shaw (en), joueur de cricket.
- Padmanabh Singh (en), joueur de polo.
- Washington Sundar (en), joueur de cricket.

## Décès
- R. S. Krishnan (en), physicien, scientifique.
- Rajendra Kumar (en), acteur.
- Shankar Dayal Sharma, président de l'Inde.
- Thakazhi Sivasankara Pillai (en), romancier.
- Baldev Upadhyaya (en), historien.